# 南知多町立豊浜小学校
南知多町立豊浜小学校（みなみちたちょうりつ とよはましょうがっこう）は、愛知県知多郡南知多町にある公立小学校。

## 校区
- 豊浜、豊丘が校区である。公立中学校の場合の進学先は南知多町立南知多中学校である[1]。
- 旧・知多郡豊浜町の小学校であった。

## 沿革
- 1872年（明治5年）10月 - 中須村村の旧・浄心寺[注釈 1]に郷学校として中須郷学校が開校する。
- 1873年（明治6年）9月 -
  - 中須村の中須郷学校が学制により第57番小学一貫学校となる。
  - 須佐村に第55番小学養龍学校が開校する。
- 1876年（明治9年） - 養龍学校が須佐学校、一貫学校が中須学校に改称する。
- 1878年（明治11年） - 須佐村と中須村が合併し、豊浜村となる。
- 1884年（明治17年）
  - 3月 - 中須学校が校舎を新築し、移転する。
  - 8月 - 須佐学校が校舎を新築し、移転する。
- 1887年（明治20年）4月 - 中須学校が尋常小学中須学校、須佐学校が尋常小学須佐学校に改称する。
- 1889年（明治22年）10月1日 - 町村制により豊浜村が発足する。
- 1892年（明治25年） - 尋常小学中須学校が中須尋常小学校、尋常小学須佐学校が須佐尋常小学校に改称する。
- 1893年（明治26年） - 須佐尋常小学校に高等科が設置され、須佐尋常高等小学校に改称する。
- 1905年（明治38年）2月1日 - 豊浜村が町制施行し、豊浜町となる。
- 1906年（明治39年）7月1日 - 豊浜町と豊丘村の一部（山田・乙方）が合併し、豊浜町となる。
- 1907年（明治40年） - 須佐尋常高等小学校が豊浜第一尋常高等小学校に改称する。中須尋常小学校が豊浜第一尋常高等小学校に統合される。
- 1941年（昭和16年）4月1日 - 知多郡豊浜町豊浜第一国民学校に改称する。
- 1947年（昭和22年）4月1日 - 豊浜町立豊浜小学校に改称する。
- 1961年（昭和36年）6月1日 - 豊浜町、内海町、師崎町、篠島村、日間賀島村が合併し、南知多町が発足する。同時に南知多町立豊浜小学校に改称する。
- 1961年（昭和36年）4月 - 新校舎（鉄筋コンクリート造）が完成する。
- 1975年（昭和50年）1月 - 体育館が完成する。
- 2008年（平成20年）4月 - 南知多町立豊丘小学校を統合する。

## 交通アクセス
- 海っ子バス豊浜線「中村」バス停より徒歩約3分。

## 周辺施設
- 南知多町立豊浜中学校(現在は廃校。改築後、2028年に南知多町立南知多中学校新校舎として開校予定)
- 南知多町役場
- 豊浜郵便局
- 知多信用金庫豊浜支店
- 豊浜港